# Seven & I Holdings
Seven & I Holdings Co., Ltd. (яп. 株式会社セブン&アイ・ホールディングス кабусики-гайся сэбун ай  хо:рудингусу) — японская группа компаний, главный офис которой расположен в Токио. Компания управляет сетью магазинов 7-Eleven, крупнейшей розничной сетью в мире по количеству торговых точек (более 85 тыс. в 20 странах по состоянию на август 2024 года). В 2024 году 7-Eleven была второй крупнейшей франшизой в мире после McDonald’s по размеру выручки.

## История
Компания Ito-Yokado была основана в 1958 году Масатоси Ито (1924—2023). Первоначально ей принадлежал один магазин в Токио, но Масатоси Ито решил, по образцу американских торговых компаний, создать розничную сеть. К 1970 году у компании было 14 магазинов, включая один супермаркет в Ноде. В 1972 году компания разместила свои акции на Токийской фондовой бирже и начала развивать сеть ресторанов Famil. В следующем году для сети ресторанов были куплены права на название Denny's. Также в 1973 году была куплена доля в сети супермаркетов Benimaru; для управления этой сетью было создано совместное предприятие York-Benimaru. В ноябре 1973 года компания приобрела лицензию на развитие сети магазинов 7-Eleven в Японии; для управления новой сетью была создана дочерняя компания York Seven Inc. (с 1978 года — Seven-Eleven Japan). Идея магазинов шаговой доступности 7-Eleven с успехом прижилась в Японии, сеть росла со скоростью 100 новых магазинов в год. В то же время продолжала расти и первоначальная сеть Ito-Yokado — в 1970-х годах было открыто 70 новых торговых точек, большинство из них были многоэтажные торговые центры, продававшие еду, одежду, мебель и бытовую технику. В 1975 году была основана сеть супермаркетов York Mart, а в 1978 году была куплена сеть магазинов-дискаунтеров Daikuma.
В 1989 году Seven-Eleven Japan приобрела 58 магазинов 7-Eleven на Гавайях. Тем временем у Southland Corporation, которой принадлежали права на бренд 7-Eleven, начались финансовые проблемы. В 1991 году Ito-Yokado приобрела в этой американской корпорации 70 % акций, а также вложила большие средства в модернизацию сети 7-Eleven в США. После этого приобретения Ito-Yokado с оборот более 4 трлн иен стала крупнейшей японской группой в сфере розничной торговли. В 1992 году Масатоси Ито подал в отставку с поста президента Ito-Yokado из-за скандала с откупными, которые компании платила местным гангстерам. В конце 1990-х годов Ito-Yokado вышла на рынок КНР — в 1997 году был открыт торговый центр в Чэнду, в 1998 году — в Пекине. В мае 2001 года был создан банк IYBank (позже ставший Seven Bank); он не имел отделений, а устанавливал банкоматы в магазинах 7-Eleven. В августе 2003 года сеть Seven-Eleven Japan выросла до 10 тыс. магазинов.
В сентябре 2005 года была зарегистрирована Seven & I Holdings, холдинговая компания для Seven-Eleven Japan и Ito-Yokado. В ноябре 2005 года американская компания 7-Eleven, Inc. стала полностью контролируемой дочерней структурой Seven-Eleven Japan. В июне 2006 года была поглощена группа Millennium Retailing, владевшая сетями универмагов Sogo и Seibu Department Stores. В сентябре 2006 года York-Benimaru из совместного предприятия было преобразовано в дочернюю компанию. В августе 2006 года Seven & I Holdings приобрела американскую сеть магазинов White Hen Pantry. В 2009 году Millennium Retailing, Sogo и Seibu Department Stores были объединены в компанию Sogo & Seibu.
В мае 2021 года была куплена американская сеть автозаправок с магазинами Speedway. В июне 2021 года Seven-Eleven Japan и 7-Eleven, Inc. учредили совместное предприятие 7-Eleven International для управления магазинами 7-Eleven вне Японии и США. В апреле 2022 года число магазинов 7-Eleven превысило 80 тысяч. В марте 2023 года умер Масатоси Ито, на то время он был почётным председателем Seven & I Holdings и 8-м самым богатым человеком в Японии. В сентябре 2023 года была продана сеть универмагов, её приобрёл американский инвестиционный фонд Fortress Investment Group. В январе 2024 года в США было куплено 200 автозаправок с магазинами у Sunoco. В апреле 2024 году у франчайзи были выкуплены более 750 магазинов в Австралии; они были переданы в подчинение 7-Eleven International. В августе 2024 года канадская компания Alimentation Couche-Tard сделала предложение купить Seven & I Holdings за 38 млрд долларов; Дзюнро Ито, сын основателя и вице-президент компании, отклонил это предложение.

## Деятельность
Подразделения компании по состоянию на 2024/25 финансовый год:
- магазины у дома в Японии — дочерняя компания Seven-Eleven Japan и другие, 8 % выручки;
- магазины у дома в других странах — дочерняя компания 7-Eleven, Inc., 7-Eleven International LLC и другие, 77 % выручки;
- супермаркеты — дочерние компании Ito-Yokado, York-Benimaru и другие, 12 % выручки;
- финансовые услуги — Seven Bank, 28 тыс. банкоматов, 2 % выручки;
- другое — 3 % выручки.

По состоянию на февраль 2025 года под брендом 7-Eleven работало 85 816 магазинов, из них собственных было 7307, а франчайзинговых — 78 509. Собственные магазины были в Японии (150), США и Канаде (5734), Австралии (747) и Китае (Пекин — 362, Тяньцзинь — 232, Чэнду — 82). Собственные и франчайзинговые магазины были в 19 странах: Япония (21 743), Таиланд (15 245), США (12 545), Республика Корея (12 152), Тайвань (7077), Филиппины (4130), Китай (3645), Малайзия (2635), Мексика (2076), Австралия (747), Канада (557), Сингапур (467), Дания (176), Вьетнам (122), Норвегия (113), Камбоджа (112), Швеция (78), Индия (56), Лаос (10).
Оборот компании за 2024/25 финансовый год составил 12 трлн иен ($78,9 млрд), из них на Японию пришлось 23 %, на США — 70 %. Продажи всей системы 7-Eleven (включая франчайзи) за год составили 18,4 трлн иен ($121,6 млрд), из них 5,4 трлн иен пришлось на Японию.
В списке крупнейших публичных компаний мира Forbes Global 2000 за 2024 год Seven & I Holdings заняла 313-е место. В списке крупнейших компаний мира по размеру выручки Fortune Global 500 заняла 151-е место.

## Дочерние компании
Основные дочерние компании по состоянию на 2025 год:
- 7-Eleven, Inc. (США) — сеть магазинов в США и Канаде, оборот 56,8 млрд долларов, активы 46,3 млрд долларов;
- 7-Eleven International LLC (США) — сети магазинов вне США и Японии, оборот 4,39 млрд долларов;
- Seven-Eleven Japan Co., Ltd. (Япония) — сеть магазинов в Японии, оборот 879 млрд иен, активы 2,275 трлн иен;
- Seven-Eleven Okinawa Co., Ltd. (Япония) — сеть магазинов в префектуре Окинава;
- Seven-Eleven (China) Investment Co., Ltd. (Китай) — управление сетями 7-Eleven в КНР;
- Ito-Yokado Co., Ltd. (Япония) — управление торговыми центрами в Японии, оборот 843 млрд иен, активы 659 млрд иен;
- York-Benimaru Co., Ltd. (Япония) — управление супермаркетами в регионе Тохоку, оборот 504 млрд иен, активы 269 млрд иен;
- Seven Farm Co., Ltd. (Япония) — управление фермами в Японии;
- Ito-Yokado (China) Investment Co., Ltd. (Китай) — управление сетями супермаркетов в КНР;
- Seven Bank, Ltd. (Япония) — банковские услуги, активы 1,72 трлн иен, доля 46,26 %, остальные акции обращаются на бирже[18];
- Seven Financial Service Co., Ltd. (Япония) — лизинг и страхование;
- Seven Card Service Co., Ltd. (Япония) — выпуск кредитных карт;
- Seven & i Food Systems Co., Ltd. (Япония) — общепит, включая сеть ресторанов Denny's[англ.] в Японии;
- Akachan Honpo Co., Ltd. (Япония) — сеть магазинов товаров для новорожденных и детей;
- The Loft Co., Ltd. (Япония) — сеть хозяйственных магазинов.

## Акционеры
Крупными акционерами по состоянию на 2025 год были ITO Kogyo KK (8,14 %), Nomura Asset Management Co., Ltd. (4,52 %), Nippon Life (2,04 %), Mitsui & Co. (1,87 %).